# Antitheïsme
Antitheïsme (ook anti-theïsme) is het actief bestrijden van theïsme. Antitheïsten zijn van mening dat theïsme schadelijk is voor de theïst zelf, de maatschappij, de politiek, enzovoort en dat theïsme bestreden moet worden om deze schade te beperken. Antitheïsme wordt ook wel militant atheïsme of atheïstisch evangelisme genoemd, zowel door theïsten als atheïsten.
Hoewel antitheïsme in de praktijk nauw verbonden is met atheïsme, is atheïsme geen noodzakelijke voorwaarde voor antitheïsme. Waar atheïsme een standpunt is inzake de waarheid van theïsme, is antitheïsme een standpunt inzake de schadelijkheid van theïsme. Ook een gelovige die van mening is dat het geloof in een god schadelijk is, is een antitheïst.
Een duidelijk voorbeeld van een antitheïst was journalist Christopher Hitchens. In Letters to a Young Contrarian schreef Hitchens:
Ik ben niet zozeer een atheïst maar vooral een antitheïst; Ik ben niet alleen van mening dat alle religies versies van dezelfde onwaarheid zijn, maar ook dat de invloed van kerken en het effect van religieus geloof schadelijk is.